# Социальная политика Латвии
Социальная политика Латвии базируется на принципе солидарного страхования по возрасту, на случай болезни и безработицы и преемственности некоторых элементов советской системы здравоохранения и образования. После вступления в ЕС Латвия реализует ряд социальных программ, софинансируемых из фондов ЕС, охватывающих занятость молодёжи и пожилых людей (возраста 50+), образование в течение всей жизни и смену профессий для длительно не работающих людей.

## Законодательство

### Закон «О государственных пенсиях»
Принят Сеймом 23 ноября 1995 года и провозглашён президентом Г.Улманисом 23 ноября того же года. С тех пор на май 2019 года он изменялся 47 раз.
Законом был установлен принцип начисления пенсии в зависимости от уплаченных взносов социального страхования, которые первоначально составили 37 % от брутто-зарплаты, и три вида пенсий: по старости, по инвалидности и по утере кормильца. Последняя уплачивалась только при условии, что умерший кормилец был социально застрахованной персоной, и составляла от 50 % (одному ребёнку) до 90 % (трём и более детям) предполагаемой пенсии кормильца.
Закон предусматривал, что обязательные взносы социального страхования должны начисляться работникам с возраста 15 лет. Большую часть социального взноса по закону вносил работодатель, меньшую — сам работник, однако фактически ответственность за уплату взносов возлагалась исключительно на работодателя.
Было предусмотрено пособие на погребение в размере двухмесячной пенсии умершего, которое выплачивалось его родственникам.
При выезде за границу граждане Латвии сохраняли право на получение пенсии пожизненно, негражданам заработанная в Латвии пенсия выплачивалась авансом за 6 месяцев с момента выезда и в дальнейшем ее выплата прекращалась (ст. 38).
Переходными правилами к закону было установлено, что стаж работы и приравненной к нему деятельности (учёба в вузе или среднем специальном учебном заведении, служба в Советской Армии и органах внутренних дел, за исключением КГБ, уход за ребёнком до 8 лет, уход за ребёнком-инвалидом до 16 лет) до 1 января 1991 года гражданам ЛР засчитывается полностью, независимо от места их работы до этого времени и факта уплаченных страховых взносов, тогда как для иностранцев и лиц без гражданства, которые на этот момент проживали в Латвии, это правило относилось только к периоду, проработанному в Латвии. Стаж, накопленный за пределами Латвии или на предприятиях союзного подчинения, располагавшихся в Латвии, для расчета пенсии неграждан не учитывался. Политически репрессированным лицам время пребывания в ссылке засчитывалось в стаж в тройном размере, в ссылке в районах Крайнего Севера и приравненных к ним — в пятикратном размере.

#### Пенсионный возраст
Пенсионный возраст был первоначально установлен в 60 лет для мужчин и для женщин, в отличие от советской системы, в которой женщины выходили на пенсию в 55 лет. Законом ЛР женщинам было предоставлено право выйти в 55 лет на досрочную пенсию, с выплатой уменьшенного пособия по старости.
С 2014 года новой редакцией закона «О государственных пенсиях» пенсионный возраст установлен в 65 лет для мужчин и женщин, с постепенным повышением на три месяца каждые полгода, пока в 2025 году он не достигнет 65 лет. В 2019 году Банк Латвии предложил увеличить пенсионный возраст до 67 лет, учитывая тенденцию к старению населения: если в 2020 году на 100 работающих придётся 37 пенсионеров, то в 2060 году их будет 67. При этом размер пенсий в Латвии — один из самых низких в ЕС: в стране подвержено риску бедности 44,2 % пенсионеров, получающих меньше 60 % среднего дохода на жителя страны. Центральное статистическое управление Латвии c 2014 года прекратило рассчитывать прожиточный минимум, который в декабре 2013-го в последний раз был подсчитан в соответствии с методикой, утвержденной еще в 1991 году, и составил 177 латов, или 252 евро.

### Минимальный размер оплаты труда
Первые правила минимальной оплаты труда касались государственных и муниципальных служащих и были приняты 13 ноября 1991 года решением Совета министров ЛР Nr. 318 «О единой системе оплаты труда работников учреждений, финансируемых из бюджета».
Изменения в общих правилах оплаты труда Латвийская республика начала с 1992 года, когда поправки к Трудовому кодексу Латвийской ССР отменили потолок оплаты труда, однако не установили её минимума. В этот момент минимальная зарплата составляла 670 латвийских рублей, а к концу этого года выросла до 1400 латвийских рублей.
17 августа 1993 года было принято постановление Кабинета министров ЛР № 4 «Об изменениях в оплате труда работников учреждений, финансируемых из бюджета», в котором минимальная оплата по низшей категории была установлена в 22,50 лата.

## Пенсионная система

### Трехуровневая пенсионная система
Первый уровень — государственные пенсии, которые накапливаются в Фонде социального страхования, отделённом от общего государственного бюджета. Эти средства обеспечивают основные пенсии и не наследуются в случае смерти застрахованного лица. Фонд социального страхования формируется за счет взносов работающих, из него выплачиваются пенсии нынешним пенсионерам, что обеспечивает принцип солидарности поколений. Однако из-за сокращения численности населения и его старения возникает риск дефицита фонда, из-за чего возникает необходимость увеличивать пенсионный возраст.
Второй уровень — государственные фондируемые пенсии, введённые с 1 июля 2001 года. В эту систему направляется часть социальных накоплений, которая росла с момента внедрения с 1 % до 6 % (2016) и управляется частными пенсионными фондами. Пенсионный капитал второго уровня наследуется, застрахованное лицо вправе выбрать управляющего своими накоплениями и план инвестиций.
Третий уровень — частные пенсии, которые могут накапливаться за счет взносов работодателя или самого застрахованного лица в частные пенсионные фонды. В случае, если накопления делает работодатель, эти расходы засчитываются в связанные с хозяйственной деятельностью и не облагаются налогами на зарплату при условии, что взнос не превышает 10 % брутто-зарплаты.

### Индексация пенсий
Порядок индексации пенсий был оговорен законом в п. 15 переходных правил и в дальнейшем регулярно пересматривался. Индексация была прекращена после мирового экономического кризиса 2008 года, на которое правительство Валдиса Домбровскиса отреагировало режимом жёсткой экономии. В частности, лицам, выходившим на пенсию с 1 января 2010 года по 31 декабря 2015 года, пенсия начислялась с коэффициентом меньше единицы по отношению к накопленному ими пенсионному капиталу.
В 2014 году индексация пенсий была возобновлена — принятые поправки к закону «О государственных пенсиях» предусматривали индексацию пенсий меньше 285 евро и части пенсий в размере 285 евро для лиц, у которых начисленное пособие по старости больше этой суммы. Индексация пенсий осенью 2014 была произведена с коэффициентом 1,0158. В это время в Латвии было около 470 тысяч пенсионеров, 60,9 % из них получали пенсию по возрасту в размере от 200 до 300 евро в месяц. В результате индексации каждый из них в среднем дополнительно получил по 7 евро.
18 июня 2015 Сейм Латвии принял поправки к закону, отменившие кризисную отрицательную индексацию капитала при начислении пенсий в будущем, а также содержавшие обещания начать перерасчет начисленных в период кризиса пенсий в 2016 году и исключить применение отрицательного индекса капитала при начислении пенсий в будущем. При перерасчете отрицательные индексы взносов с зарплат 2009, 2010 и 2011 годов заменяются единицей. Также был уточнён порядок перерасчета пенсий по инвалидности для I и II групп. На перерасчёт пенсий в 2016 году дополнительно требовалось около 4,1 млн евро, в 2017 году — 21,6 млн, в 2018 году — 49,3 млн евро.

### Налогообложение пенсий
Пенсии в Латвии облагаются подоходным налогом с населения. С 2021 года не облагаемый налогом минимум составляет — 330 евро в месяц. С 1 января 2022 года не облагаемый налогом минимум составит — 350 евро в месяц, а с 1 июня 2022 года составит — 500 евро в месяц.
Подоходным налогом с населения в Латвии облагаются даже пенсии по утере кормильца, за счёт которых в бюджет ежеквартально поступает 80 тыс. евро.

### Пенсии по выслуге лет
Регулируются положением от 26 марта 1992 года, принятым решением Совета Министров Латвийской республики № 104. Оно касается работников транспорта (пилотов, экипажей воздушных судов, диспетчеров воздушного движения, инженеров и техников, машинистов и диспетчеров железной дороги), творческих работников (артистов балета и музыкальных театров, цирка) и позволяет им выйти на пенсию при наличии стажа 20-25 лет и по достижении возраста 45-50 лет.
Закон «О пенсиях по выслуге военнослужащим» принят Сеймом 19 марта 1998 года и позволяет претендовать на пенсию лицам со стажем работы не менее 20 лет, из которых 15 отданы службе в Национальных вооруженных силах ЛР.
Закон «О пенсиях по выслуге работникам системы МВД» принят Сеймом 2 апреля 1998 года и позволяет претендовать на пенсию лицам с рабочим стажем не менее 25 лет, из которых по крайней мере половина проработана в МВД. Аналогичный порядок затем был принят в отношении сотрудников Бюро по предотвращению и борьбе с коррупцией и служб госбезопасности.
Закон «О пенсиях по выслуге судьям» принят Сеймом 22 июня 2006 года и позволяет получить такую пенсию лицам с рабочим стажем не менее 20 лет и не менее 10 лет в должности судьи.
Закон «О пенсиях по выслуге работникам неотложной медицинской помощи» принят Сеймом 8 июля 2015 года и вступил в силу 1 января 2016 года. Он позволяет этим работникам выйти на пенсию в 55 лет при условии, что у них есть рабочий стаж не менее 20 лет, из которых не менее последних пяти проработаны в неотложке.
15 апреля 2015 года парламентская комиссия по образованию, науке и культуре поддержала предложение о введении пенсий по выслуге для учителей физкультуры и педагогов специальных и дошкольных учреждений. Пенсию по выслуге предполагалось выплачивать учителям старше 60 лет, имеющим не менее 30 лет педагогического стажа, а размер пенсии должен был составить 80 % от средней месячной зарплаты, но не меньше государственного пособия по социальному обеспечению. Эти пенсии по выслуге предполагалось выплачивать до наступления возраста выхода на пенсию. Закон должен был вступить в силу с 1 января 2016 года. В 2016 году для этих целей в госбюджете потребовалось бы 435 тыс. евро, а пенсиями по выслуге могли быть охвачены 90 учителей.

## Социальные льготы и пособия для населения
Социальная защита населения оговорена законом ЛР о государственных социальных пособиях от 31 октября 2002 года. Он предусматривает выплату регулярных и одноразовых пособий нуждающимся.

### Регулярные пособия
- Государственное семейное пособие выплачивается на каждого ребенка со дня достижения им возраста одного года до 15 лет. Если ребенок продолжает обучение в общеобразовательном или профессиональном учебном заведении после достижения 15-летнего возраста, пособие продолжает выплачиваться до 20-летнего возраста. Государственное семейное пособие составляет: с 1 января 2022 года - 25 евро за одного ребенка, 100 евро на двоих детей (50 евро в месяц на каждого ребенка), на троих детей 225 евро в месяц (75 евро на каждого ребенка) и на четырех и более детей по 100 евро на каждого ребенка.[26][27]
- Пособие по уходу за ребёнком. Выплачивается матери или отцу исходя из уплаченных взносов социального страхования перед рождением ребёнка. Родители могут выбрать пособие, которое больше. При этом отец, если ему выплачивается пособие по уходу за ребёнком, может продолжать работать, сумма пособия в таком случае составляет 60 % от начисленного. Размер самого большого родительского пособия в первом квартале 2015 года составил 6745 евро, пособия по материнству — 8448 евро, по отцовству — 2044 евро. В 2014 году рекордное пособие по безработице — 5782 евро, родительское пособие — 5983 евро[28]
- Пособие опекуну ребёнка
- Компенсация за исполнение обязанностей опекуна
- Компенсация за исполнение обязанностей приёмной семьи
- Пособие на компенсацию транспортных расходов инвалидам с трудностями в передвижении
- Пособие государственного социального обеспечения: выплачивается лицу, не имеющему права на получение государственной пенсии или страхового возмещения в связи с несчастным случаем на работе или профзаболеванием. Назначается при достижении пенсионного возраста. На 2021 год размер государственного пособия по старости составлял 109 евро.[29]
- Компенсация за уход за приёмным ребёнком
- Пособие по уходу за ребёнком-инвалидом
- Пособие инвалиду, которому необходим уход

### Единовременные пособия
Пособие при рождении ребёнка (на 2021 год 421,17 евро за каждого новорождённого).
С 1 января 2021 года минимальное пособие на погребение составляет 327 евро.
Пособие за усыновление.

### Другие пособия
- Пособие участникам национального движения сопротивления — с 01.01.2018 340 евро в месяц.[30][31]
- Пособие детям, лицам от 18 до 20 лет (если они продолжают учёбу в общеобразовательной и профессиональной школе), лицам до 24 лет (при обучении на дневном отделении ВУЗа) с заболеванием целиакией — 14,72 евро в месяц[32]. C 2015 года выплачивается независимо от того, установлена ли инвалидность у ребёнка (лица), и по какой причине она установлена. Для получения пособия ребёнок не реже раза в два года должен посещать гастроэнтеролога.[32]
- Пособие участникам ликвидации последствий аварии на Чернобыльской АЭС и семьям умерших участников ликвидации последствий аварии на Чернобыльской АЭС — 109 евро в месяц.[13]

### Социальные льготы
Льготы семьям с детьми по налогу на недвижимую собственность — 50 % и налогу на эксплуатацию транспортного средства — 20 %.
Льготы инвалидам I и II группы по налогу на недвижимость — 90 %, от уплаты налога на эксплуатацию транспортного средства они освобождены полностью, им предоставляется скидка 40 % на приобретение полиса обязательного страхования гражданской ответственности автовладельца.
Закон «О подоходном налоге с населения» предусматривает не облагаемый минимум для инвалидов I и II группы в размере 154 евро в месяц, для инвалидов III группы — 120 евро.
Отмененные в последнее время льготы, пособия, ограничения:
- С 1 января 2016 года частично отменены налоговые льготы по уплате подоходного налога с населения за иждивенцев — совершеннолетних трудоспособных лиц.[35]
- С 1 января 2015 года отменены ограничения (46 400 eвро в год) от 1 января 2010 года на размер выплачиваемых пособий по болезни, материнству, отцовству и родительского пособия, а также назначаемого пособия по безработице.[36]

### Социальные пособия самоуправлений
Законодательство Латвии возлагает большинство социальных функций на самоуправления, которые оказывают услуги пожилым, малообеспеченным людям, многодетным семьям, сиротам, инвалидам. В сентябре 2015 года в стране было зарегистрировано 52 413. rus.delfi.lv. Дата обращения: 30 января 2020. нуждающихся в социальном пособии.
По-прежнему больше всего средств выделяется на жилищные социальные пособия — в мае 2015 они составили 1,5 млн евро.

#### Социальная помощьРижской думы
- В октябре 2015 года число получателей социальных пособий в г. Риге составило 11 848. rus.delfi.lv. Дата обращения: 30 января 2020..
- На 2015 год в г. Рига существует 14 видов социальных пособий[38].
- Единовременное пособие Рижской думы по рождению тройни — 4500 евро (нетто).[39][40]
- Единовременное пособие для социально нуждающихся жителей г. Риги (задекларированных более 1 года) на приобретение продуктов питания — 45 евро.
- Дотации рижского самоуправления частным детским садам г. Риги — 231 евро в месяц на одного ребёнка.[41]

## Страхование безработицы
Пособие по безработице выплачивается лицам, за которых работодатель вносил взносы в систему социального страхования минимум в течение 12 месяцев, а с 2018 г. — 16 месяцев до момента увольнения.

## Здравоохранение
С 1 января 2019 года в стране планировалось введение модели обязательного медицинского страхования. Эксперты скептически относились к такому нововведению. Реально после выборов в 13-й Сейм и утверждения правительства Кариньша Минздрав отказался от принятой ранее модели и начал ее пересматривать, хотя работающие продолжают платить обязательный взнос в размере 1 % от фонда зарплаты (по 0,5 % с работающего и работодателя).
В 2014 году Латвия заняла 27-е место из 37-ми по Европейскому индексу потребителей здравоохранения.
Самое большое пособие по болезни в 2014 году было выплачено за три месяца и составило 8312 евро.